# Nyasa (Ruvuma)
Nyasa es un valiato de Tanzania perteneciente a la región de Ruvuma. Recibe su nombre por hallarse en la costa del lago Malaui, conocido en suajili como "Nyasa".
En 2012, el valiato tenía una población de 146 160 habitantes. Su capital es Mbamba Bay.
El valiato fue creado en 2012 al separar del vecino valiato de Mbinga su parte costera en el lago Malaui y su parte fronteriza con Mozambique. Este valiato destaca por albergar el único tramo de la frontera con Mozambique que no está marcado por el río Rovuma.

## Subdivisiones
Comprende 15 katas:
- Chiwanda
- Kihagara
- Kilosa
- Kingerikiti
- Liparamba
- Lipingo
- Lituhi
- Liuli
- Liwundi
- Luhangarasi
- Mbaha
- Mbamba Bay (la capital)
- Mtipwili
- Ngumbo
- Tingi